# آندره رکچینسکی
آندره رکچینسکی (انگلیسی: Andrei Rekechinski؛ زادهٔ ۷ ژانویه ۱۹۸۱) ورزشکار واترپلو اهل روسیه-قزاقستان است.
وی همچنین برندهٔ جوایزی همچون نشان دوستی شده‌است.
وی در مسابقات کشوری و بین‌المللی در مجموع برندهٔ ۱ مدال طلا، ۱ مدال نقره، ۲ مدال برنز شده‌است.